# 浜口重国
浜口 重国（はまぐち しげくに、1901年〈明治34年〉3月11日 - 1981年〈昭和56年〉1月11日）は、日本の東洋史学者。

## 経歴
出生から修学期
1901年、高知県で生まれた。東京帝国大学文学部で学び、1929年に卒業。
戦前
1930年、東北学院講師に就いた。1932年に東方文化学院東京研究所所員となり、東京帝国大学助教授に就いた。1943年より満鉄調査局嘱託。
戦後
戦後の1950年、山梨大学教授となった。1962年、学位論文『唐法上の賎民に関する基礎的研究』を京都大学に提出して法学博士号を取得。1966年に山梨大学を定年退官し、名誉教授となった。

## 受賞・栄典
- 1969年：「唐王朝の賤人制度」で日本学士院賞を受賞。

## 著作
著書
- 『西魏の二十四軍と儀同府』東方文化学院 1939
- 『秦漢隋唐史の研究』東京大学出版会 1966 [2]
- 『唐王朝の賤人制度』東洋史研究会(東洋史研究叢刊) 1966
  - 漢訳版『唐王朝的賤人制度』復旦大学出版社 2023